# Алагузово
Алагузово (баш. Алағуз) — деревня в Кигинском районе Республики Башкортостан Российской Федерации. Входит в состав Абзаевского сельсовета.

## География

### Географическое положение
Расстояние до:
- районного центра (Верхние Киги): 39 км,
- центра сельсовета (Абзаево): 5 км,
- ближайшей ж/д станции (Сулея): 82 км.

## История
Ранее, до 2005 года, входила в состав Леузинского сельсовета.
Закон Республики Башкортостан «Об изменениях в административно-территориальном устройстве
Республики Башкортостан, изменениях границ и преобразованиях муниципальных образований в Республике Башкортостан», ст. 1, ч.186 (часть сто восемьдесят шестая введена Законом РБ от 20.07.2005 г. № 211-З) гласит:

186. Изменить границы Абзаевского сельсовета и Леузинского сельсовета Кигинского района, передав деревню Алагузово Леузинского сельсовета в состав Абзаевского сельсовета.
— gsrb.ru/MainLeftMenu/ZakonoTvorch/Zakoni/125-2004.php
.

## Население
| 2002 | 2009 | 2010 |
| ---- | ---- | ---- |
| 521  | ↗564 | ↘554 |

## Религия
В деревне есть мечеть «Тагир».